# .coop
.соор — общий домен верхнего уровня для кооперативов.
Зарегистрировать домен второго уровня в зоне COOP могут:
- члены Международного кооперативного альянса;
- организации, относящиеся к кооперативным согласно местным законам;
- ассоциации кооперативов;
- организации, которые управляются кооперативами;
- члены Национальной Ассоциации Совместного Бизнеса (NCBA);
- объекты, обслуживающие кооперативы;
- не более 5 000 физических лиц, получивших патент и, по мнению Правления DCLLC, полезных для кооперативного движения в мире.